# Lagos Island
Lagos Island è una delle venti aree a governo locale (local government areas) in cui è suddiviso lo stato di Lagos, nella Repubblica Federale della Nigeria. Si estende su una superficie di 8.7 km² e conta una popolazione di 209.437 abitanti.